# Стежару (Пангараци)
Стежару (рум. Stejaru) насеље је у Румунији у округу Њамц у општини Пангараци. Oпштина се налази на надморској висини од 371 m.

## Становништво
Према подацима из 2002. године у насељу је живело 1022 становника, од којих су сви румунске националности.